# Thénésol

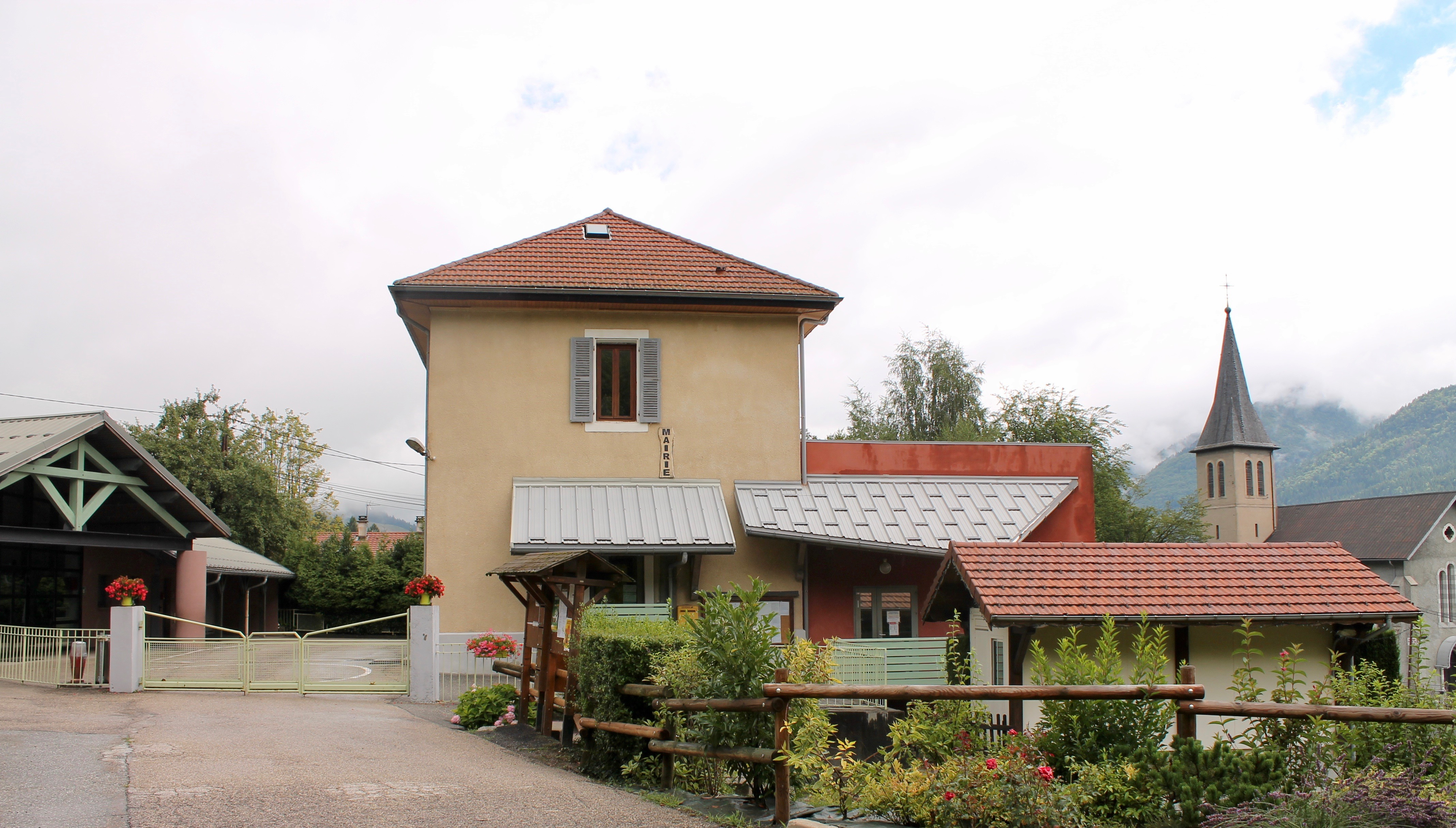
Rathaus und Kirche Saint-Maurice in Thénésol

Thénésol ist eine französische Gemeinde mit 318 Einwohnern (Stand 1. Januar 2022) im Département Savoie in der Region Auvergne-Rhône-Alpes. Sie gehört zum Kanton Ugine im Arrondissement Albertville.

## Geographie

### Lage
Thénésol liegt auf 520 m in den östlichen Ausläufern der Bauges, einem voralpinen Kalksteinmassiv, etwa 5 Kilometer nördlich von Albertville, 41 Kilometer ostnordöstlich der Präfektur Chambéry und 57 Kilometer südsüdöstlich der Stadt Genf (Luftlinie). Nachbargemeinden von Thénésol sind Marthod im Norden, Césarches im Osten, Pallud im Süden sowie Allondaz und Mercury im Westen.

### Topographie
Die Fläche des 5,49 km² großen Gemeindegebiets umfasst einen etwa 1,5 km langen Abschnitt am Unterlauf des Arly, eines Nebenflusses der Isère. Vom flachen Talboden aus steigt der Gemeindeboden nach Westen hin an und bildet eine Flanke der 2062 m hohen Dent de Cons, östlichste Erhebung des Bauges-Massivs. Auf einer der Dent de Cons vorgelagerten Felsspitze erreicht die Gemeinde mit 1800 m ihre höchste Erhebung. Im Norden folgt die Gemeindegrenze dem Gebirgsbach Ruisseau du Creux, der zusammen mit weiteren Wasserrinnen den Hang zum Arly hin entwässert. Im Süden steigt das von der Dent de Cons abfallende Gelände wieder leicht an zum Forêt du Tal, einer bewaldeten Hügelkuppe nördlich von Albertville, und bildet dort die kleine Passverbindung Col du Vorger zwischen dem Arly-Tal und der Isère bei Mercury. Die Gemeinde liegt innerhalb des Regionalen Naturparks Massif des Bauges (französisch Parc naturel régional du Massif des Bauges). Die Gemeindefläche ist mit 56,5 % hauptsächlich mit Wald bedeckt, gefolgt von Wiesen und anderen landwirtschaftlichen Flächen (37,4 %) und von Felsformationen (5,3 %).

### Gemeindegliederung
Das Hauptsiedlungsgebiet von Thénésol erstreckt sich entlang der Rampe zum Col du Vorger und umfasst die Weiler L’Epignier (380 m), Les Combérends (445 m) und Les Cheseaux (600 m). Nördlich davon befinden sich eine Reihe weiterer, über die Talflanke verstreute Weiler und Gehöfte, darunter Saint-Jacob mit einer Kapelle aus dem Mittelalter.

## Geschichte
In der Umgebung der Kapelle Saint-Jacob wurde ein Stein mit einer Grabinschrift aus gallorömischer Zeit gefunden, der heute in der Wand der Kapelle vermauert ist. Die Pfarrei von Thénésol wurde im 14. Jahrhundert erstmals erwähnt als Ecclesia de Tenoysso. Ab dem 15. Jahrhundert bestand dort eine kleine Herrschaft, die selbst mehrmals den Besitzer wechselte, dabei aber in Abhängigkeit von der Baronnie Chevron (heute Mercury) und unter der Oberhoheit der Grafen von Savoyen stand.

## Sehenswürdigkeiten
Die Kapelle in Saint-Jacob, im lokalen Dialekt auch Saint-Jaquemoz genannt, stammt aus dem 14. Jahrhundert und war bis 1875 die Pfarrkirche der Gemeinde. Zwei bemalte Holzstatuen aus dem 15. Jahrhundert sind die ältesten Teile ihrer Inneneinrichtung und befinden sich in einem Museum in Albertville. Die heutige Dorfkirche ist ein 1875 fertiggestellter Neubau im Stil der Neugotik.

## Bevölkerung
| Jahr                       | 1962 | 1968 | 1975 | 1982 | 1990 | 1999 | 2006 | 2011 |
| Einwohner                  | 186  | 171  | 206  | 215  | 248  | 263  | 226  | 258  |
| Quellen: Cassini und INSEE |      |      |      |      |      |      |      |      |

Mit 318 Einwohnern (Stand 1. Januar 2022) gehört Thénésol zu den sehr kleinen Gemeinden des Département Savoie. Die Gemeinde erlebte im 19. und 20. Jahrhundert einen kontinuierlichen Rückgang der Einwohnerzahl (1861 wurden noch 331 Einwohner gezählt), der erst Mitte des 20. Jahrhunderts angehalten und in eine leichte Zunahme umgekehrt wurde. Die Ortsbewohner von Thénésol heißen auf Französisch Thénésolain(e)s.

## Wirtschaft und Infrastruktur
Thénésol ist bis heute ein vorwiegend durch die Landwirtschaft geprägtes Dorf. Mittlerweile hat sich das Dorf zu einer Wohngemeinde entwickelt. Viele Erwerbstätige sind Wegpendler, die in den größeren Ortschaften der Umgebung, vor allem in Albertville und Ugine, ihrer Arbeit nachgehen.
Die Ortschaft liegt oberhalb der Durchgangsstraße D1212 (ehemalige Route nationale 212), die Albertville mit den größeren Städten im Département Haute-Savoie verbindet. Die hier vierspurig ausgebaute Straße verläuft am Ostrand der Gemeinde und besitzt Anschlussstellen in den Nachbargemeinden, von denen der Verkehr über eine parallel laufende Departementsstraße nach Thénésol geleitet wird. Von der Parallelstraße zweigt die D63 ab und führt durch das Siedlungsgebiet von Thénésol und über den Col du Vorger nach Allondaz. Im benachbarten Albertville befinden sich der nächste Autobahnanschluss an die A430 sowie ein Bahnhof an der Bahnstrecke Saint-Pierre-d’Albigny–Bourg-Saint-Maurice. Als Flughäfen in der Region kommen Chambéry-Savoie (Entfernung 69 km) und Genf (90 km) in Frage.